# Pessinetto
Pessinetto (Psinèj o Psinaj in piemontese; Pisinài in francoprovenzale, Pessinet in francese) è un comune italiano di 598 abitanti della città metropolitana di Torino in Piemonte.

## Geografia fisica
Pessinetto si trova nelle Valli di Lanzo ed è collocato in sinistra idrografica della Stura.

## Monumenti e luoghi d'interesse
Nel territorio comunale, sulla cima del monte Bastia si erge il Santuario di Sant'Ignazio, meta di pellegrinaggi e ritiri spirituali, costruito a partire dal 1629 per ricordare alcuni miracoli attribuiti all'intervento di Sant'Ignazio di Loyola. Un testo appartenente alle «Litterae Annuae Collegii Taurinensis (1578-1629)» afferma che la prima pietra dell'edificio venne posata dalla “Serenissima Principessa” Margherita di Savoia.
Alle spalle del santuario, si erge la Punta Serena, cima di 1163 mt. slm collegata con più sentieri (da Chiaves e da Tortore).
Parrocchia di San Giovanni Battista
Un altro luogo di culto importante di Pessinetto è di sicuro la parrocchia dedita a San Giovanni Battista, costruita dopo una alluvione del XVII secolo che distrusse la precedente chiesa, oltre che gran parte del paese. Essa presenta anche un campanile in stile negotico dedito alla Santissima Annunziata (ovvero Maria, la madre di Gesù Cristo).

## Società

### Evoluzione demografica
Abitanti censiti

## Amministrazione
| Periodo | Periodo | Primo cittadino              | Partito      | Carica  | Note        |
| ------- | ------- | ---------------------------- | ------------ | ------- | ----------- |
| 2004    | 2009    | Celestino Geninatti Chiolero | lista civica | sindaco |             |
| 2009    | 2014    | Gianluca Togliatti           | lista civica | sindaco |             |
| 2014    | 2019    | Gianluca Togliatti           | lista civica | Sindaco | II mandato  |
| 2019    | 2024    | Gianluca Togliatti           | lista civica | Sindaco | III mandato |

### Altre informazioni amministrative
Pessinetto fa parte dell'Unione dei Comuni montani delle Valli di Lanzo, Ceronda e Casternone, ex Comunità montana Valli di Lanzo, Ceronda e Casternone.

## Galleria d'immagini

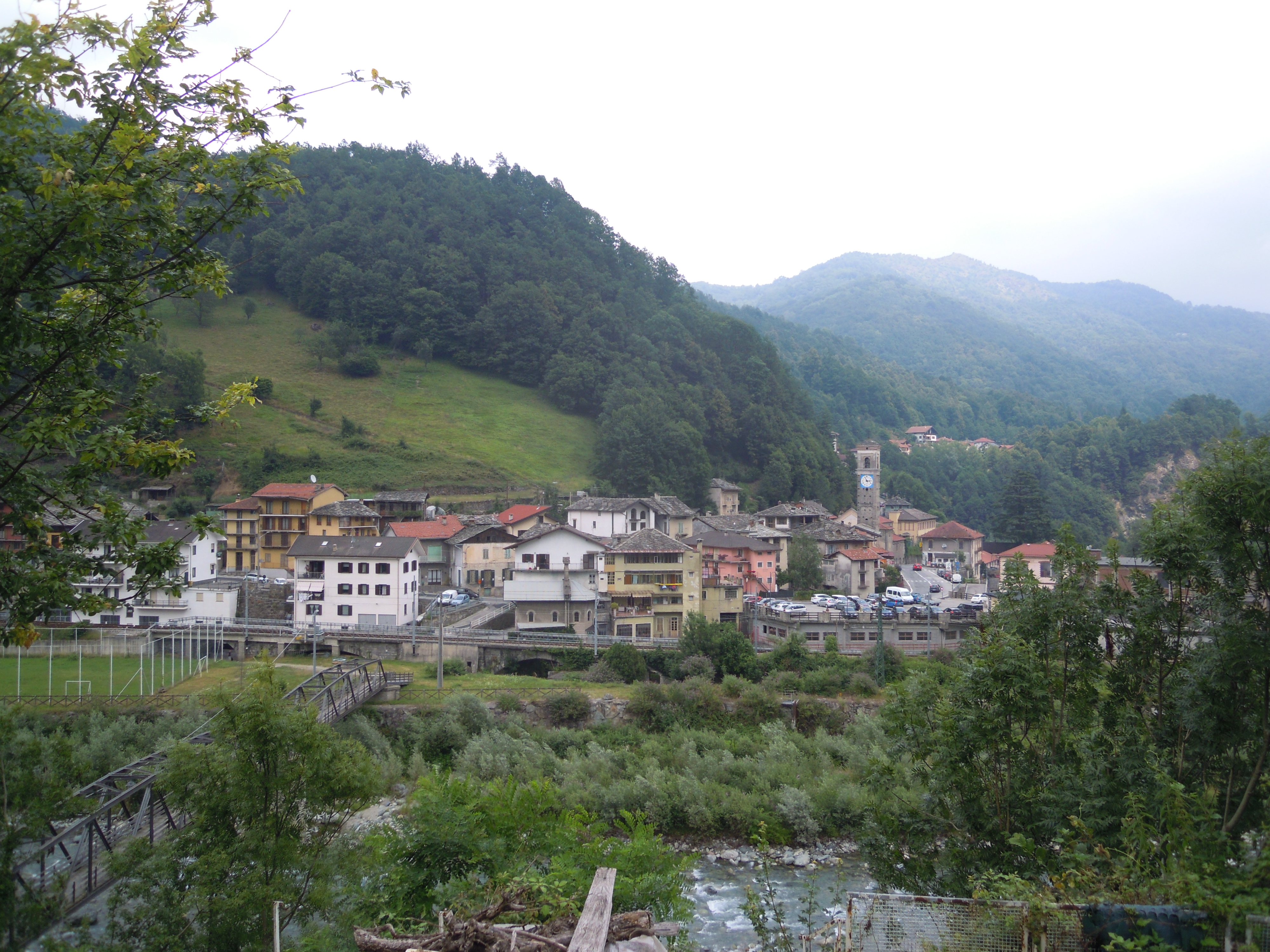
Il municipio
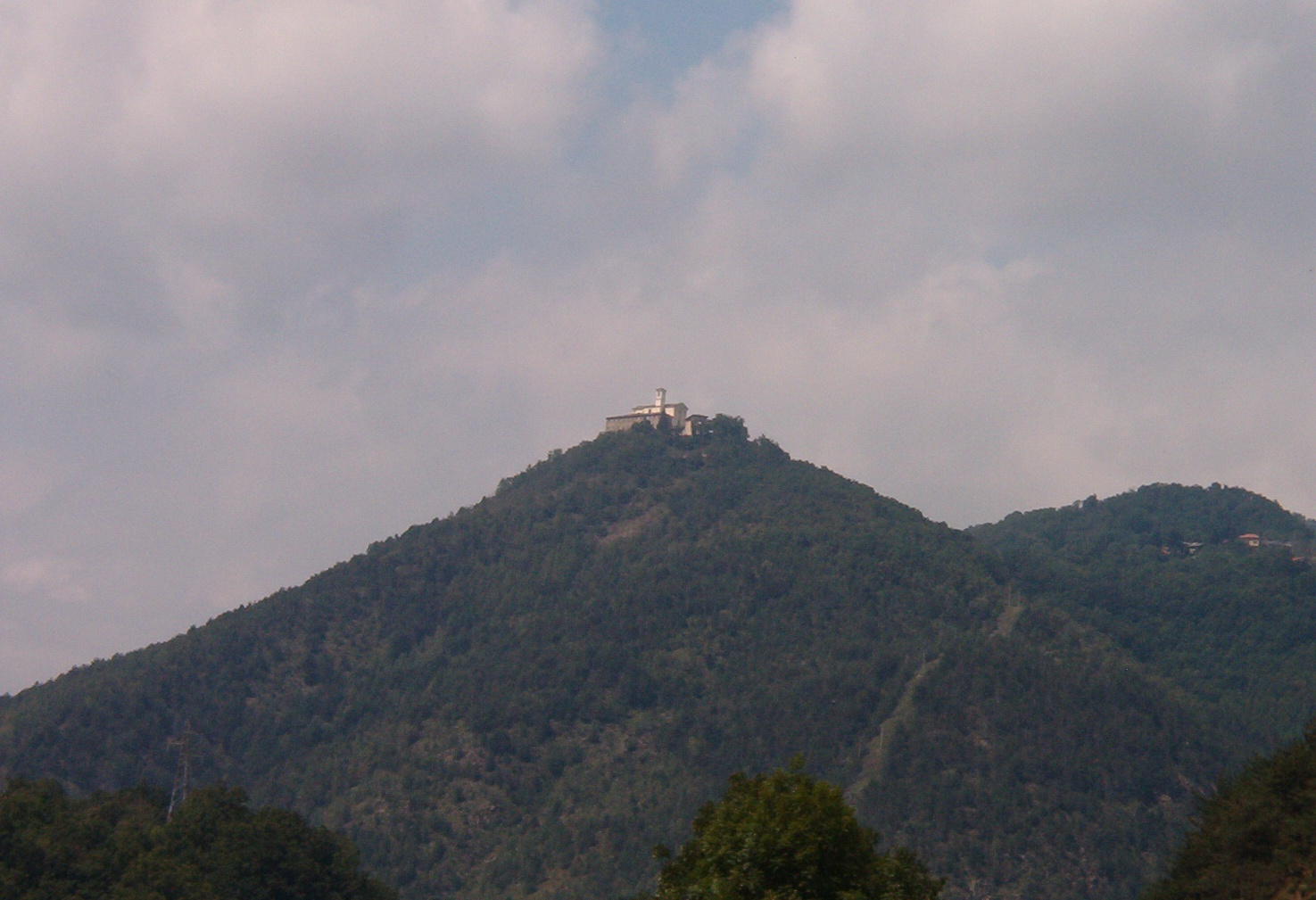
Santuario di Sant'Ignazio
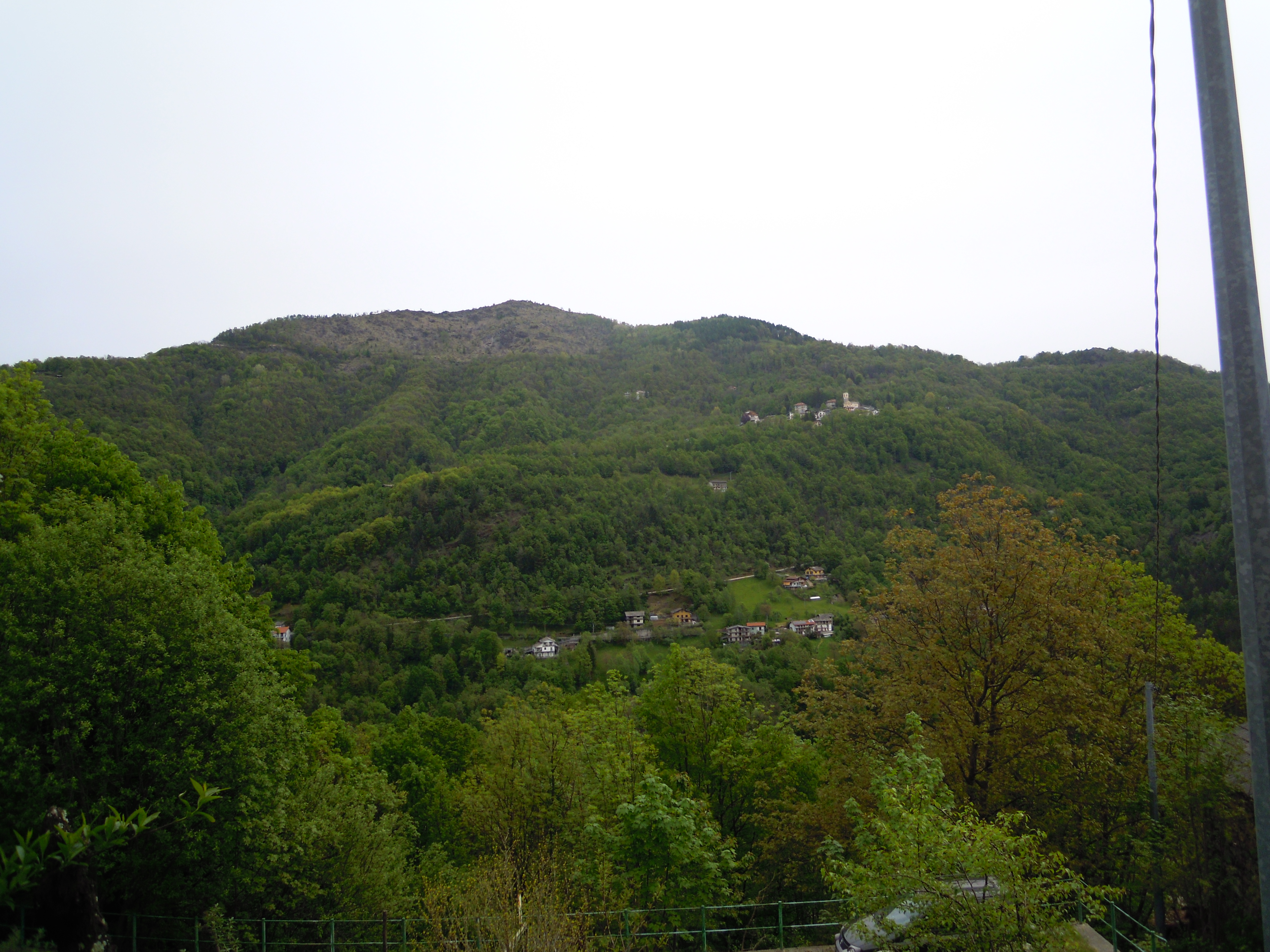
Punta Serena
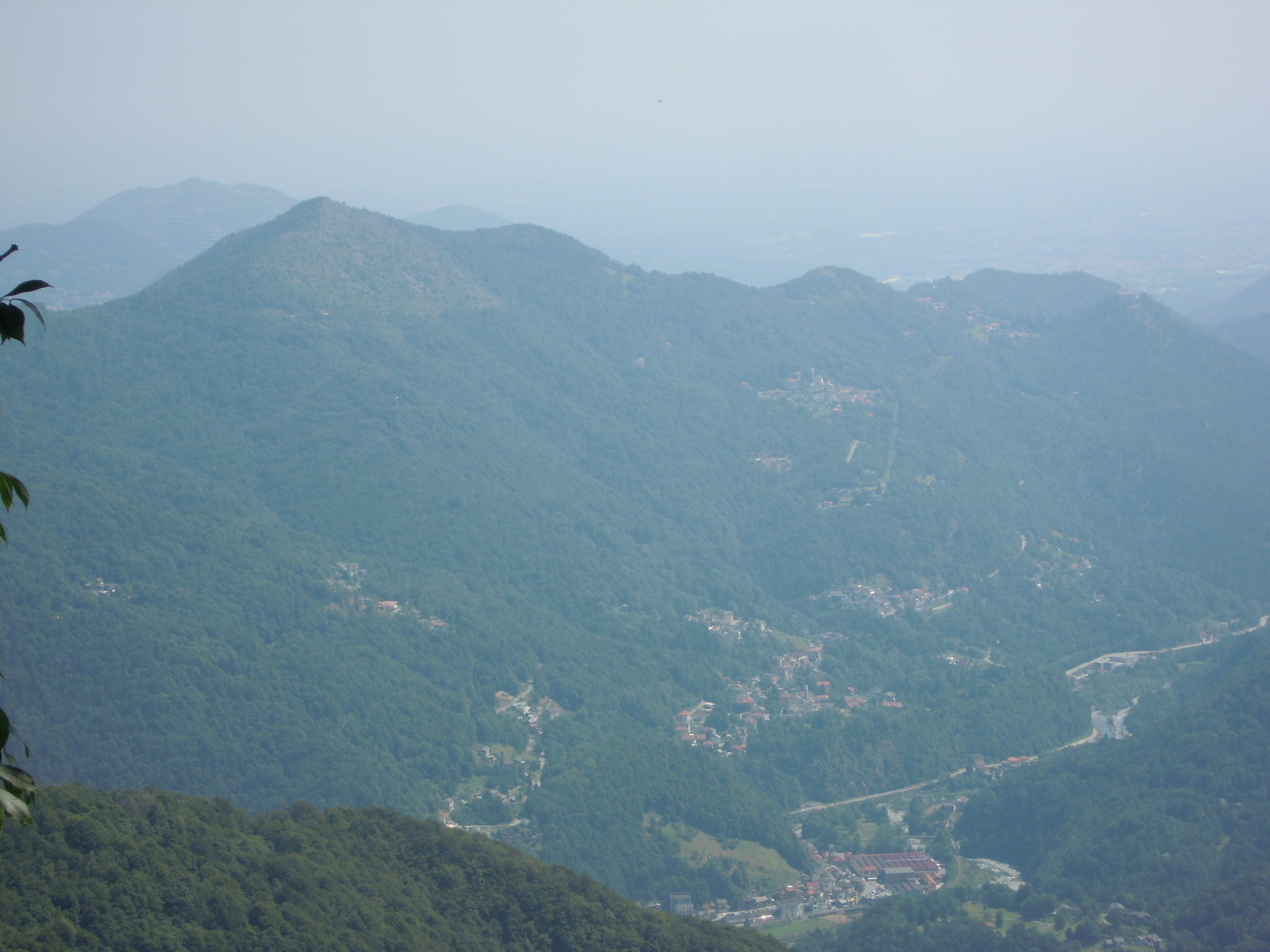
Le frazioni